# Aleksandyr Rajczew
Aleksandyr Rajczew (bułg. Александър Райчев; ur. 11 kwietnia 1922 w Łomie, zm. 28 października 2003 w Sofii) – bułgarski kompozytor. 

## Życiorys
W latach 1943–1947 studiował kompozycję w konserwatorium w Sofii u Panczo Władigerowa. W latach 1949–1950 był uczniem Zoltána Kodálya i Jánosa Viskiego (kompozycja) oraz Jánosa Ferencsika (dyrygentura) w akademii muzycznej w Budapeszcie. Od 1950 roku był wykładowcą konserwatorium w Sofii, w latach 1970–1978 był rektorem tej uczelni. Od 1980 do 1990 roku był przewodniczącym związku kompozytorów bułgarskich.
Otrzymał tytuł Ludowego Artysty Bułgarii (1971) i dwukrotnie nagrodę im. Georgi Dimitrowa. Odznaczony Orderem Stara Płanina I klasy (1997). W 1990 roku został wybrany na członka Académie royale des sciences, des lettres et des beaux-arts de Belgique.

## Twórczość
Czołowe miejsce w twórczości Rajczewa zajmują dzieła symfoniczne, często mające charakter programowy. Jego muzyka wyrasta z tradycji neoromantycznej, sięgał jednak także po nowsze techniki kompozytorskie, widoczne w motoryce, polifonizacji faktury i nawiązaniach do muzyki ludowej. W utworach wokalno-instrumentalnych oraz scenicznych często odwoływał się do tematyki narodowej, w tym dotyczącej walki z okupacją turecką w XIX wieku i antyfaszystowskiego ruchu oporu w czasie II wojny światowej.

## Ważniejsze kompozycje
(na podstawie materiałów źródłowych)

### Utwory orkiestrowe
- 6 symfonii (I „Toj ne umira” na chór i orkiestrę 1949, II „Nowijat Prometej” 1958, III „Ustremi” 1965, IV na orkiestrę smyczkową 1968, V na orkiestrę kameralną 1972, VI 1994)
- Koncert fortepianowy (1947)
- Sonata-poemat na skrzypce i orkiestrę (1954)
- uwertura Swetył den (1966)
- uwertura Sijajna zora (1970)
- Leninski pokolenija (1970)
- moments symphoniques Leipzig 33 (1972)
- Koncert na orkiestrę (1979)
- Rapsodia bałkańska (1983)
- trylogia Misli za majstora na orkiestrę smyczkową (1985)
- Uwertura jubileuszowa (1986)
- uwertura Lewski (1988)
- Melancholijna partita na orkiestrę smyczkową (1992)
- Koncert skrzypcowy (1992)

### Utwory wokalne
- Liturgia prawosławna na chór (1993)

### Utwory wokalno-instrumentalne
- oratorium Drużba na głosy solowe, chór i orkiestrę (1954)
- oratorium Dimitrow e żiw (1954)
- oratorium Oktombri 50 (1967)
- oratorium-kantata Byłgarija – biała, zelena, czerwena (1977)
- Septemwrijski rekwiem na 4 mezzosoprany i orkiestrę (1973)
- kantata-ballada Moj mili Lass (1974)
- kantata Warna (1979)
- Snowidenije za starinnija trakijski grad Kabile na chór i orkiestrę kameralną (1991)

### Opery
- Most (1964, wyst. Ruse 1965)
- opera radiowa Waszeto prisytwije (1969, wyk. Radio Sofia 1969, wyst. Błagojewgrad 1980)
- Chan Asparuch (1981, wyst. Ruse 1981)

### Musical
- Sławejyt na Orchideja (1961, wyst. Sofia 1962)

### Balety
- Chajduszka pesen (1952, wyst. Sofia 1953)
- Izworot na bełonogata (1978, wyst. Sofia 1978)